# فيفيان لاي (ممثلة)
فيفيان لاي (بالصينية: 賴怡伶؛ بالإنجليزية: Vivian Lai) هي ممثلة سنغافورية، ولدت في 18 ديسمبر 1976 في جوهر بهرو في ماليزيا.

## السيرة الذاتية
ولدت لاي في تايوان، وهاجرت إلى سنغافورة مع أسرتها عندما كانت لا تزال طالبة. إنضمت إلى Star Search Singapore 1999 وكانت الفائزة في نسخة سنغافورة والبطولة الشاملة في فئة المتسابقات الإناث.
بدأت مهنة التمثيل من خلال دورها في Knotty Liaisons حيث حصلت على تقييمات جيدة. تنوعت في النهاية في الاستضافة واستضافت أنواعًا مختلفة من البرامج التي تتراوح من مراجعات الطعام إلى محاضرات السفر. فازت بأول جائزة مهنية عام 2012 بعد العديد من الترشيحات، بأفضل ممثلة مساعدة عن دورها كمهاجرة صينية في فيلم Love Thy Neighbour في حفل توزيع جوائز ستار 2012.
في حفل توزيع جوائز Star 2015، حصلت على جائزة الفنانة المفضلة على الإطلاق بعد فوزها بجائزة أفضل 10 فنانات الأكثر شهرة من 2001 و 2003-2004 و 2007-2014 على التوالي مع جانيت أو.

## وصلات خارجية
- فيفيان لاي (ممثلة) على موقع IMDb (الإنجليزية)
- فيفيان لاي (ممثلة) على موقع قاعدة بيانات الفيلم (الإنجليزية)